# Финч-Найтли, Йан Чарльз, 11-й граф Эйлсфорд
Чарльз Йан Финч-Найтли, 11-й граф Эйлсфорд (англ. Charles Ian Finch-Knightley, 11th Earl of Aylesford; 2 ноября 1918 — 19 февраля 2008) — британский пэр. Он носил титул учтивости — лорд Гернси с 1940 по 1958 год.

## Биография
Родился 2 ноября 1918 года. Старший сын Чарльза Финча-Найтли, 10-го графа Эйлсфорда (1886—1958), и Эйлин Джейн Чартрес Бойл (1896—1977), дочери Уильяма Маккормака Бойла.
Он получил образование в школе Оундл (Оундл, графство Нортгемптоншир).
Он участвовал во Второй мировой войне, где был ранен.
После войны он был назначен мировым судьей Уорикшира в 1948 году и заместителем лейтенанта графства в 1954 году .
20 марта 1958 года после смерти своего отца Чарльз Финч-Найтли унаследовал титулы 11-го графа Эйлсфорда и 11-го барона Гернси, став членом Палаты лордов.
С 1974 по 1993 год — лорд-лейтенант Уэст-Мидлендса.
Лорд Эйлсфорд проживал в Пэкингтон-Олд-Холле, графство Уорикшир.

## Брак и дети
21 марта 1946 года лорд Эйлсфорд женился на Маргарет Розмари Тайер (? — 1989), дочери майора Остина Арнольда Тайера. У супругов были сын и две дочери:
- Хенейдж Чарльз Финч-Найтли, 12-й граф Эйлсфорд (род. 27 марта 1947), преемник отца.
- Леди Сара Элизабет Джейн Финч-Найтли (14 июля 1950 — 28 сентября 2005), в 1974 года она вышла замуж за Ангуса Найджела Гарнета Малина, от брака с которым у неё было два сына.
- Леди Клэр Шарлотта Розмари Финч-Найтли (род. 13 сентября 1959), в 1985 году она вышла замуж за Джеймса Ремингтон-Хоббса, от брака с которым у неё было два сына.

Лорд Эйлсфорд скончался в феврале 2008 года в возрасте 89 лет, и ему наследовал его единственный сын Хенейдж.